# 乱战
乱战（英語：Chaos）又譯超完美搶案，是一部於2005年上映的美國動作片，該電影由東尼·吉格里歐執導，傑森·史塔森、瑞恩·菲利普和衛斯里·史奈普等人主演。该電影于2005年12月15日率先在阿拉伯联合酋长国上映，但直到两年多后才在北美上映，并于2008年2月19日開始發行DVD。

## 拍攝
这部电影主要在西雅圖、溫哥華、西門菲莎大學和布勒橋等地拍攝。

## 反響
Metro Silicon Valley的迈克尔·S·甘特 (Michael S. Gant) 認為：“該電影的情节過於誇張，現實當中根本不可能會出現類似於劇情中出現的狀況，不過有一些汽车追逐的場面令人印象深刻。”  DVD Talk的伊恩·简 (Ian Jane) 給電影打了2.5/5 星，他認為：“ 乱战劇情的结尾处還不錯，不過演員之間的对话內容非常糟糕。”  DVD Talk 的杰弗里·考夫曼 (Jeffrey Kauffman) 個電影打了 3/5 星，他認為該電影馬馬虎虎，不是特別糟糕，但也不是什麼好電影。 